# Indestructible
Indestructible — четвертий студійний альбом американського рок-гурту Disturbed, випущений 3 червня 2008 року. Статус платинового диска альбом отримав від RIAA після продажу одного мільйона копій на території США. На альбомі колектив продемонстрував своє нове звучання, якого дотримується і досі, відійшовши від ню-металу у бік традиційного альтернативного металу.
Пісня "Inside the Fire" в 2009 році була номінована на премію Греммі в категорії "Краща пісня Хард-рок".
Диск містить похмуріші пісні, ніж записані до нього. Деякі пісні розповідають про реальні події, які Девід Дрейман пережив до запису альбому, включаючи нещасний випадок на мотоциклі та пов'язаний із ним випадок самогубства. Щоб відповідати характеру пісень, Девід сказав членам гурту, щоб вони грали якомога похмурішу музику. Незважаючи на похмурі теми пісень, пісня "Indestructible"  записана для підтримки солдатів, що беруть участь у війні.
Альбом також розійшовся тиражем понад 253 000 одиниць на першому тижні.

## Список композицій
Автор музики і слів Disturbed. 
| #     | Назва              | Тривалість |
| ----- | ------------------ | ---------- |
| 1.    | «Indestructible»   | 4:38       |
| 2.    | «Inside the Fire»  | 3:51       |
| 3.    | «Deceiver»         | 3:49       |
| 4.    | «The Night»        | 4:44       |
| 5.    | «Perfect Insanity» | 3:56       |
| 6.    | «Haunted»          | 4:42       |
| 7.    | «Enough»           | 4:20       |
| 8.    | «The Curse»        | 3:25       |
| 9.    | «Torn»             | 4:09       |
| 10.   | «Criminal»         | 4:16       |
| 11.   | «Divide»           | 3:36       |
| 12.   | «Façade»           | 3:45       |
| 49:11 |                    |            |

| Бонус треки | Бонус треки                                    | Бонус треки |
| #           | Назва                                          | Тривалість  |
| ----------- | ---------------------------------------------- | ----------- |
| 13.         | «Run» (Limited edition additional track)       | 3:13        |
| 14.         | «Parasite» (Japanese edition additional track) | 3:23        |
| 15.         | «Midlife Crisis» (Кавер на Faith No More)      | 4:04        |

## Учасники запису
- Девід Дрейман – головний вокал
- Ден Донеган – соло-гітара, ритм-гітара
- Джон Моєр – бас, бек-вокал
- Майк Венгрен – ударні